# Mark Forster

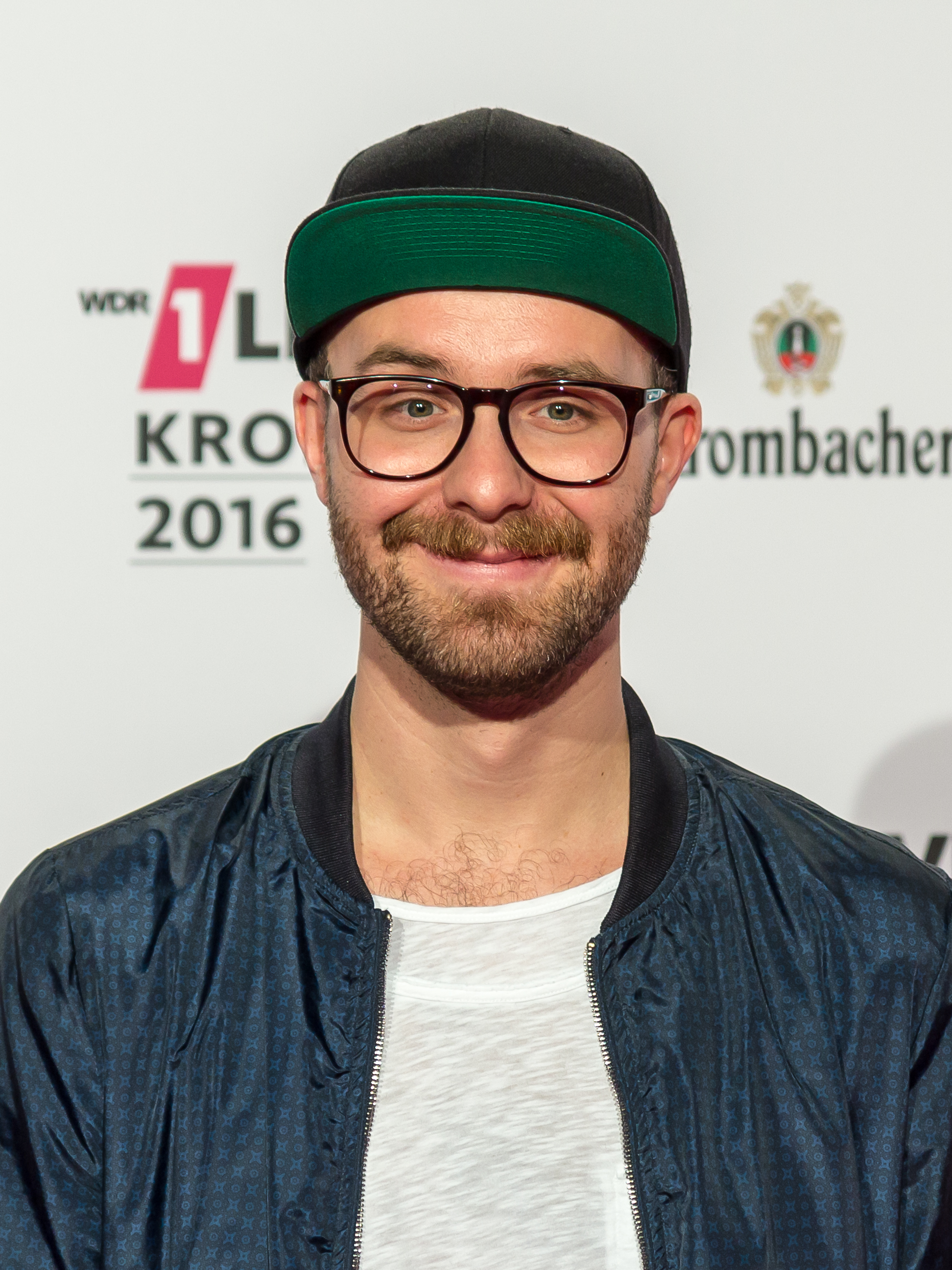
Mark Forster bei der 1 Live Krone (2016)

Mark Forster (* 11. Januar 1983 in Kaiserslautern als Mark Ćwiertnia [ˈt͡ɕfʲjɛrt.ɲa]) ist ein deutscher Sänger und Songwriter.

## Karriere
Mark Ćwiertnia wuchs als Sohn einer polnischen Mutter und eines deutschen Vaters mit seiner jüngeren Schwester, der er 2016 das Lied Natalie widmete, im pfälzischen Winnweiler auf. Seine Mutter nannte ihn Marek. Unter diesem Vornamen und mit seinem bürgerlichen Nachnamen trat er in seiner Anfangszeit als Musiker auf.
Nach dem Abitur am Wilhelm-Erb-Gymnasium in Winnweiler begann er in Mainz zunächst ein Studium der Rechtswissenschaft, das er nach vier Semestern abbrach. Anschließend schloss er ein Studium der Betriebswirtschaftslehre ab. Nach seiner Studienzeit versuchte er sich als Pianist, Sänger und Songwriter zu etablieren und schrieb unter anderem Musik und Jingles für das Fernsehen. Darunter war auch die Titelmelodie von Krömer – Die Internationale Show. Danach begleitete er Kurt Krömer von 2007 bis 2010 in der Rolle eines polnischen Pianisten als Sidekick bei seinen Auftritten in Deutschland. Er spielte zudem in Krömers Programm Kröm De La Kröm den afrikanischen Musiker Mitumba Lumbumba.
2009 entschloss er sich, einen Künstlernamen anzunehmen, weil er die Aussprache seines Familiennamens (ˈt͡ɕfʲjɛrt.ɲa) als „popsängeruntauglich“ ansah. In seinem Studio in der Forster Straße in Berlin erhielt er Besuch von einem Mitarbeiter einer Plattenfirma, der seine Telefonnummer unter dem Namen „Mark Forster“ speicherte, den er als Künstlernamen übernahm.
Als Mark Forster trat er erstmals als Frontmann der Berliner Band Balboa in Erscheinung. 2010 nahm ihn das Musiklabel Four Music unter Vertrag. Die Songs seines Albums Karton wurden mit dem Produzenten Ralf Christian Mayer und dem Koproduzenten Sebastian Böhnisch in Deutschland, Frankreich und Spanien aufgenommen. Im Januar und Februar 2012 war er im Vorprogramm der Tour von Laith Al-Deen zu sehen.
Forsters erste Single Auf dem Weg wurde im Mai 2012 veröffentlicht. Sein Debütalbum Karton erschien im Juni 2012. Als zweite Single aus dem Album wurde Zu dir (weit weg) im Oktober 2012 ausgekoppelt. Auf der im November 2013 erschienenen Single Einer dieser Steine des Rappers Sido singt er den Refrain. Damit kam er erstmals in die Top Ten in Deutschland und der Schweiz. Sido revanchierte sich dafür mit einer Beteiligung an Au revoir, der ersten Single aus Mark Forsters zweitem Album Bauch und Kopf. Das Lied kam auf Platz 2 der deutschen Charts und erreichte in Deutschland drei Goldene Schallplatten sowie in der Schweiz Platin-Status. Das Album stieg auf Platz 18 der Charts ein.

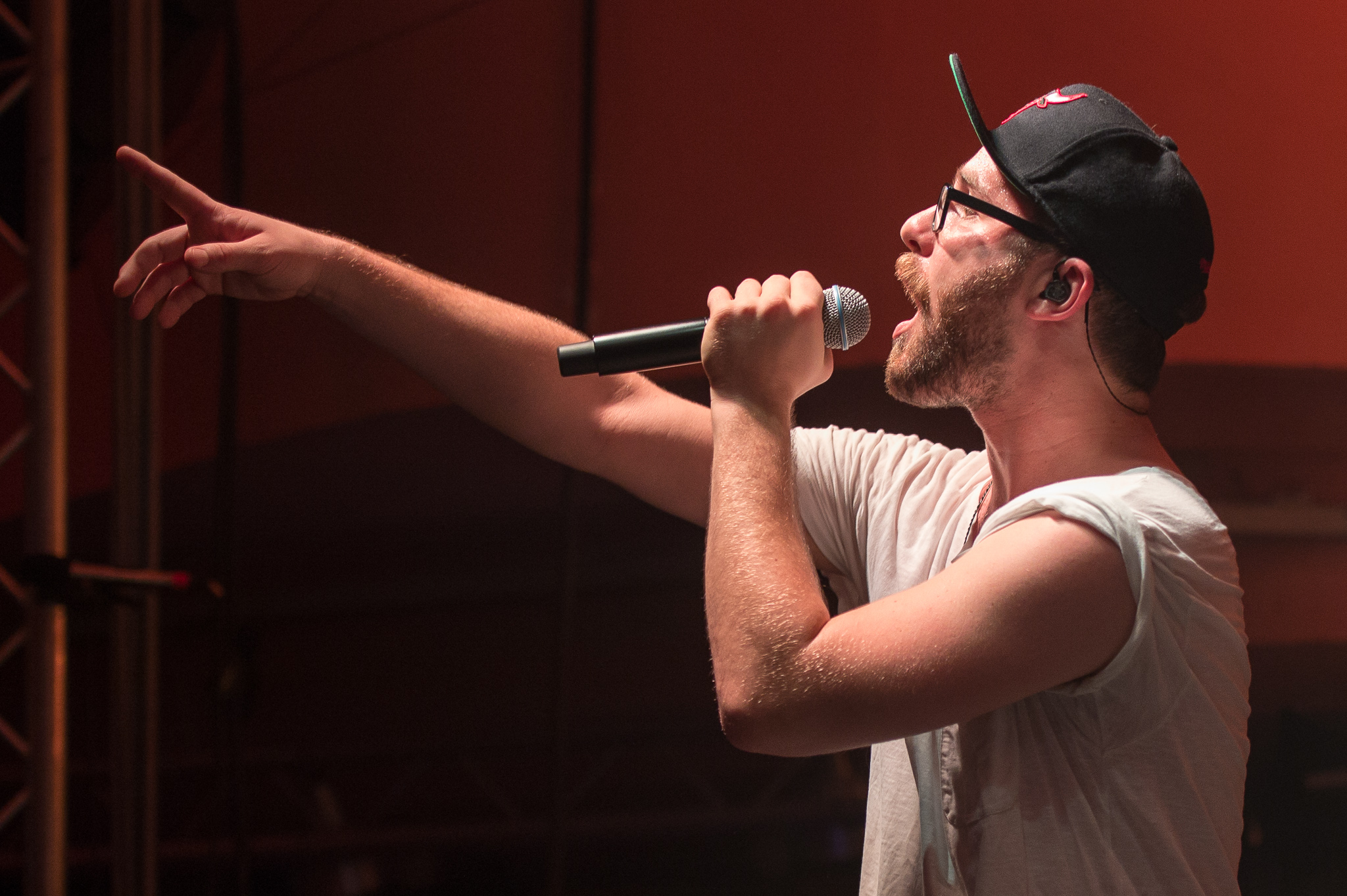
Mark Forster, 2015

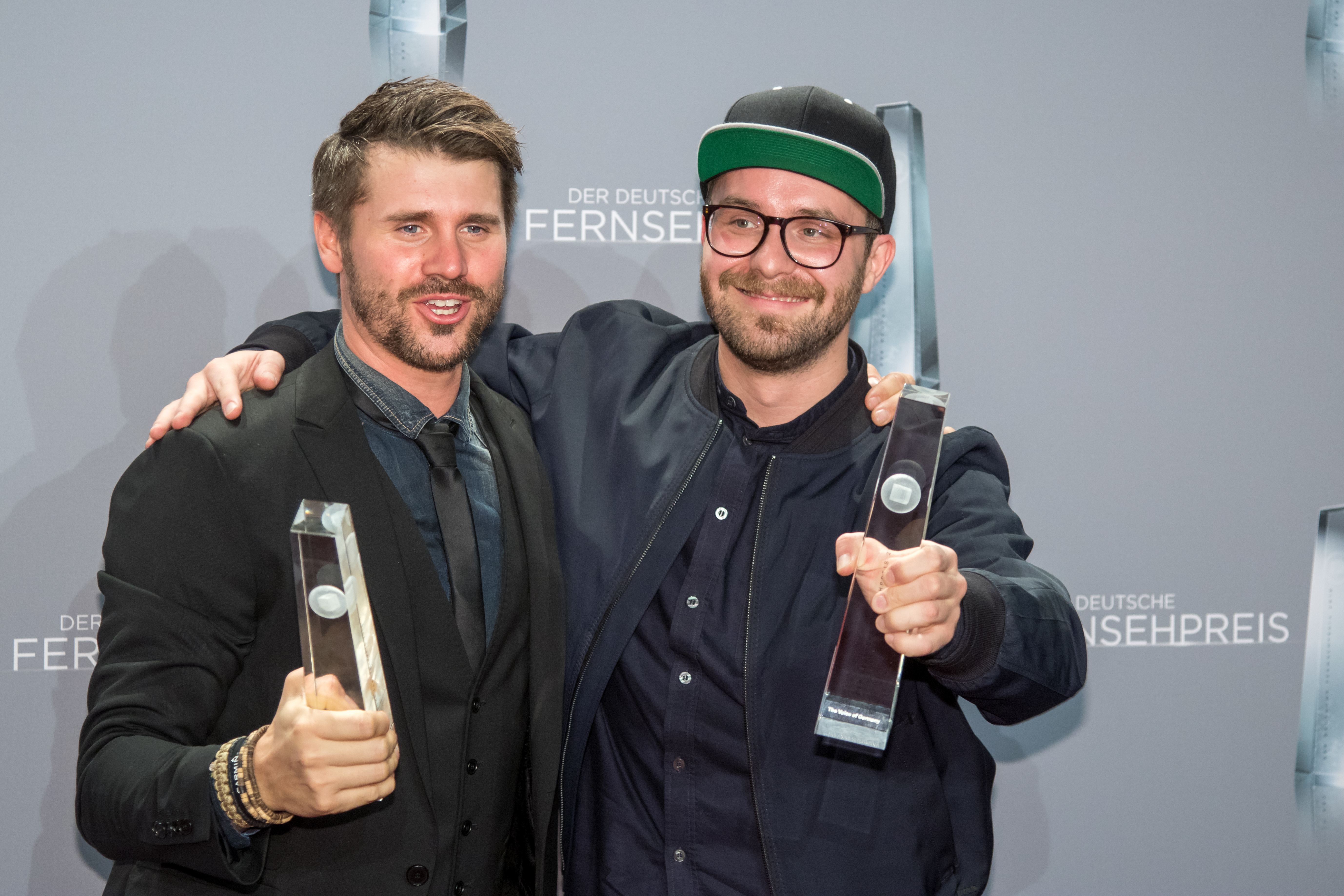
Mark Forster (rechts) mit Thore Schölermann beim Deutschen Fernsehpreis 2018

Zusammen mit Tony Mono sang Mark Forster für 1 Live zur Fußball-Weltmeisterschaft 2014 eine Coverversion seines Liedes Au revoir, Au revoir, USA, ein. Zum Finale der WM mit deutscher Beteiligung brachte er eine weitere Spezialversion heraus, Au revoir (WM-Version). Im Refrain heißt es Au revoir, Maracanã – in Anspielung auf den Austragungsort des Endspiels Deutschland gegen Argentinien. Im Dezember 2014 erschien die zweite Singleauskopplung Flash mich aus dem Album Bauch und Kopf. Anfang 2015 stand Forster der Singer-Songwriterin Victoria Conrady bei ihrer Teilnahme bei Dein Song als Pate zur Seite. Gemeinsam gewannen sie den Wettbewerb mit dem Stück Maniac.
In der Sat.1-Castingshow The Voice Kids wirkte er ab der dritten Staffel im Jahr 2015 als Juror mit. Im August 2015 folgte seine dritte Singleauskopplung Bauch und Kopf. Mit dieser Single vertrat er eine Woche später das Bundesland Rheinland-Pfalz beim Bundesvision Song Contest 2015, bei dem er den ersten Platz belegte. Ende 2015 arbeitete er unter dem Projektnamen Eff mit dem DJ Felix Jaehn zusammen und veröffentlichte die Single Stimme.
Als Vorabsingle für Forsters im Juni 2016 erschienenes drittes Studioalbum Tape wurde im April das Lied Wir sind groß veröffentlicht. Es war gleichzeitig der EM-Song des ZDF für die Übertragungen von der Fußball-Europameisterschaft in Frankreich. Im Herbst 2016 erschien sein Song Chöre, der im Soundtrack zur deutschen Filmkomödie Willkommen bei den Hartmanns verwendet wurde. Der Song erreichte ebenfalls die deutschen Top 10, so dass Forster 2016 der erfolgreichste deutschsprachige Musiker in den deutschen Charts war. Er lieh dem Troll Branch im Animationsfilm Trolls seine Stimme.
2017 sang er den deutschsprachigen Titelsong für DuckTales. Im April 2017 erschien mit Sowieso die dritte und im September 2017 mit Kogong die vierte Singleauskopplung aus Tape. Forster nahm an der vierten Staffel der Fernsehsendung Sing meinen Song – Das Tauschkonzert teil, die ab Mai 2017 ausgestrahlt wurde und in der er auch das Weihnachtslied Lulajże, Jezuniu auf Polnisch sang. Im Herbst 2017 löste er Andreas Bourani als Coach bei The Voice of Germany ab und gewann 2022 mit Anny Ogrezeanu die zwölfte Staffel der Show.
Im April 2018 erschien mit Like a Lion eine weitere Single. Unterstützt wurde er dabei von Gentleman. Das Lied feierte während der Echoverleihung 2018 seine Premiere. In der fünften Staffel von Sing meinen Song – Das Tauschkonzert, die ab April 2018 ausgestrahlt wurde, übernahm Forster die Rolle des Gastgebers. Im Oktober 2018 veröffentlichte er mit Einmal die erste Singleauskopplung aus seinem vierten Studioalbum Liebe, das im November 2018 erschienen ist. Im November nahm Forster an der Sendung Win Your Song teil und verlor gegen Judith Holofernes.
Im März 2020 hatte Forster bei VOX seine eigene Show Live aus der Forster Straße, die nach zwei Folgen eingestellt wurde. Im Mai 2020 veröffentlichte er das Lied Übermorgen. Die Single wurde zum Top-10-Hit in den deutschen und österreichischen Singlecharts. In den deutschen Airplaycharts erreichte das Lied die Chartspitze. Im September 2020 erschien in Kollaboration mit dem deutschen DJ-Duo Vize mit Bist du okay eine weitere Single. Wie der Vorgänger platzierte sich das Lied in den offiziellen Singlecharts von Deutschland, Österreich und der Schweiz.
Im Februar 2021 veröffentlichte er den Song Ich frag die Maus zum 50. Geburtstag der Sendung mit der Maus. Im April 2021 veröffentlichte Forster die Single Drei Uhr nachts, bei der er von der deutschen Singer-Songwriterin Lea unterstützt wurde. Nachdem er bereits als Koautor für Lea tätig gewesen war (Zu dir), ist es die erste gemeinsame Aufnahme von beiden. Anfang 2022 war er Teilnehmer und Moderator der dritten Staffel der ProSieben-Sendung Wer stiehlt mir die Show?.
Am 13. Oktober 2022 veröffentlichte Forster mit Memories & Stories nach mehr als einem Jahr wieder eine Single als Leadmusiker. Aufsehen erregten das Coverbild und das Musikvideo, in denen man alte Jugendaufnahmen von Forster sehen kann.
Im Juni 2023 kündigte Forster ein neues Studioalbum an und veröffentlichte mit Wenn du mich vergisst die erste Singleauskopplung daraus. Es handelt sich dabei um eine Zusammenarbeit mit dem deutschen Rapper Kontra K, die sich in den deutschen Charts in den Top 20 platzieren konnte. Es sollte eine weitere Rap-Kollaboration mit Ski Aggu folgen, die jedoch zunächst scheiterte. Im Februar 2024 erschien schließlich Schwarzer Toyota, die Forster zusammen mit Skrt Cobain und Ski Aggu aufnahm. Das Lied nimmt unter anderem auch Bezug auf die zuvor gescheiterte Kollaboration.
In der 14. Staffel 2024 von The Voice of Germany nahm er wieder als Coach teil.

## Privates
Mark Forster spricht neben Deutsch auch Polnisch. Sein Markenzeichen ist die Baseballmütze, ohne die er nicht öffentlich auftritt. In Interviews begründete er dies mit beginnendem Haarausfall. Seit 2013 engagiert er sich als Botschafter für die Kinderhilfsaktion Herzenssache e. V.
Forster ist seit 2020 mit der Sängerin Lena Meyer-Landrut verheiratet. Die beiden hatten einander im Zuge der Dreharbeiten zu „The Voice of Germany Kids“ kennengelernt.

## Diskografie
Studioalben

| Jahr | Titel Musiklabel                 | Höchstplatzierung, Gesamtwochen, AuszeichnungChartplatzierungen (Jahr, Titel, Musiklabel, Platzierungen, Wochen, Auszeichnungen, Anmerkungen) | Höchstplatzierung, Gesamtwochen, AuszeichnungChartplatzierungen (Jahr, Titel, Musiklabel, Platzierungen, Wochen, Auszeichnungen, Anmerkungen) | Höchstplatzierung, Gesamtwochen, AuszeichnungChartplatzierungen (Jahr, Titel, Musiklabel, Platzierungen, Wochen, Auszeichnungen, Anmerkungen) | Anmerkungen                                                 |
| Jahr | Titel Musiklabel                 | DE | AT | CH | Anmerkungen                                                 |
| ---- | -------------------------------- | --- | --- | --- | ----------------------------------------------------------- |
| 2012 | Karton Four Music (Sony)         | DE45 Gold · (7 Wo.)DE | — | — | Erstveröffentlichung: 1. Juni 2012 Verkäufe: + 100.000      |
| 2014 | Bauch und Kopf Four Music (Sony) | DE10 ×5Fünffachgold · (117 Wo.)DE | AT35 (14 Wo.)AT | CH37 (18 Wo.)CH | Erstveröffentlichung: 16. Mai 2014 Verkäufe: + 500.000      |
| 2016 | Tape Four Music (Sony)           | DE2 ×5Fünffachgold · (133 Wo.)DE | AT2 Platin · (84 Wo.)AT | CH7 Platin · (90 Wo.)CH | Erstveröffentlichung: 3. Juni 2016 Verkäufe: + 535.000      |
| 2018 | Liebe Four Music (Sony)          | DE3 Gold · (106 Wo.)DE | AT5 Gold · (51 Wo.)AT | CH8 Gold · (52 Wo.)CH | Erstveröffentlichung: 16. November 2018 Verkäufe: + 117.500 |
| 2021 | Musketiere Four Music (Sony)     | DE2 (19 Wo.)DE | AT4 (4 Wo.)AT | CH3 (4 Wo.)CH | Erstveröffentlichung: 13. August 2021                       |
| 2023 | Supervision Four Music (Sony)    | DE3 (5 Wo.)DE | AT9 (1 Wo.)AT | CH16 (1 Wo.)CH | Erstveröffentlichung: 20. Oktober 2023                      |

## Fernsehauftritte
- 2015–2019: The Voice Kids, Coach, Sat.1
- 2017–2018: Sing meinen Song, Vox
- 2017–2022, 2024: The Voice of Germany, Coach, Sat.1/ProSieben
- 2018–2019: The Voice Senior, Coach, Sat.1
- 2020: Live aus der Forster Straße, Vox

## Auszeichnungen
1 Live Krone
- 2017: „Beste Single“
- 2017: „Bester Künstler“
- 2018: „Bester Künstler“
- 2020: „Beste Single“

Bambi
- 2018: „Musik national“

Bundesvision Song Contest
- 2015: Sieger für Rheinland-Pfalz mit dem Lied Bauch und Kopf

Deutscher Musikautorenpreis
- 2015: „Erfolgreichstes Werk“ für Au revoir (mit Sido)

Echo Pop
- 2018: „Künstler Pop national“ für Tape

Hiphop.de Awards
- 2013: „Bestes Video National“ für Einer dieser Steine (mit Sido)[48]

Nickelodeon Kids’ Choice Awards (Deutschland, Österreich, Schweiz)
- 2021: „Lieblings-Ohrwum“ für Übermorgen[49]
- 2021: „Lieblings-Team“ für The Voice of Germany[49]